# Blue Christmas
Blue Christmas ist ein US-amerikanisches Weihnachtslied aus dem Jahr 1948.

## Entstehung
Das von Billy Hayes und Jay W. Johnson verfasste Lied wurde 1948 erstmals von Doye O’Dell eingesungen und veröffentlicht und erreichte größere Bekanntheit mit Elvis Presleys Coverversion im Jahr 1957.

## Chartplatzierungen

### Version von Hugo Winterhalter
| Periode   | Höchstplatzierung, GesamtwochenChartsChartplatzierungen (Periode, Platzierungen, Wochen) |
| Periode   | US                                                                                       |
| --------- | ---------------------------------------------------------------------------------------- |
| 1949/50   | US21 (3 Wo.)US                                                                           |
| Insgesamt | US21 (3 Wo.)US                                                                           |

### Version von Russ Morgan & his Orchestra
| Periode   | Höchstplatzierung, GesamtwochenChartsChartplatzierungen (Periode, Platzierungen, Wochen) |
| Periode   | US                                                                                       |
| --------- | ---------------------------------------------------------------------------------------- |
| 1950/51   | US11 (2 Wo.)US                                                                           |
| Insgesamt | US11 (2 Wo.)US                                                                           |

### Version von The Browns
| Periode   | Höchstplatzierung, GesamtwochenChartsChartplatzierungen (Periode, Platzierungen, Wochen) |
| Periode   | US                                                                                       |
| --------- | ---------------------------------------------------------------------------------------- |
| 1960/61   | US97 (1 Wo.)US                                                                           |
| Insgesamt | US97 (1 Wo.)US                                                                           |

### Version von Elvis Presley
| Periode   | Höchstplatzierung, GesamtwochenChartplatzierungen (Periode, Platzierungen, Wochen) | Höchstplatzierung, GesamtwochenChartplatzierungen (Periode, Platzierungen, Wochen) | Höchstplatzierung, GesamtwochenChartplatzierungen (Periode, Platzierungen, Wochen) | Höchstplatzierung, GesamtwochenChartplatzierungen (Periode, Platzierungen, Wochen) | Höchstplatzierung, GesamtwochenChartplatzierungen (Periode, Platzierungen, Wochen) |
| Periode   | DE                                                                                 | AT                                                                                 | CH                                                                                 | UK                                                                                 | US                                                                                 |
| --------- | ---------------------------------------------------------------------------------- | ---------------------------------------------------------------------------------- | ---------------------------------------------------------------------------------- | ---------------------------------------------------------------------------------- | ---------------------------------------------------------------------------------- |
| 1964/65   | —                                                                                  | —                                                                                  | —                                                                                  | UK11 (7 Wo.)UK                                                                     | —                                                                                  |
|           |                                                                                    |                                                                                    |                                                                                    |                                                                                    |                                                                                    |
|           |                                                                                    |                                                                                    |                                                                                    |                                                                                    |                                                                                    |
| 2016/17   | —                                                                                  | —                                                                                  | CH64 (1 Wo.)CH                                                                     | UK75 (1 Wo.)UK                                                                     | —                                                                                  |
| 2017/18   | —                                                                                  | —                                                                                  | —                                                                                  | UK75 (1 Wo.)UK                                                                     | —                                                                                  |
| 2018/19   | —                                                                                  | —                                                                                  | CH73 (1 Wo.)CH                                                                     | UK63 (1 Wo.)UK                                                                     | US40 (1 Wo.)US                                                                     |
| 2019/20   | —                                                                                  | —                                                                                  | CH46 (1 Wo.)CH                                                                     | UK68 (1 Wo.)UK                                                                     | US40 (1 Wo.)US                                                                     |
| 2020/21   | —                                                                                  | —                                                                                  | —                                                                                  | UK77 (4 Wo.)UK                                                                     | US33 (1 Wo.)US                                                                     |
| 2021/22   | —                                                                                  | —                                                                                  | CH77 (1 Wo.)CH                                                                     | UK74 (2 Wo.)UK                                                                     | —                                                                                  |
| 2022/23   | —                                                                                  | —                                                                                  | CH81 (1 Wo.)CH                                                                     | UK56 (4 Wo.)UK                                                                     | US24 (5 Wo.)US                                                                     |
| 2023/24   | DE95 (1 Wo.)DE                                                                     | AT70 (1 Wo.)AT                                                                     | CH41 (3 Wo.)CH                                                                     | UK41 (4 Wo.)UK                                                                     | US18 (5 Wo.)US                                                                     |
| 2024/25   | DE92 (1 Wo.)DE                                                                     | AT74 (1 Wo.)AT                                                                     | CH47 (1 Wo.)CH                                                                     | UK44 (4 Wo.)UK                                                                     | US21 (3 Wo.)US                                                                     |
| Insgesamt | DE92 (2 Wo.)DE                                                                     | AT70 (2 Wo.)AT                                                                     | CH41 (9 Wo.)CH                                                                     | UK11 (29 Wo.)UK                                                                    | US18 (16 Wo.)US                                                                    |

grau schraffiert: keine Chartdaten aus diesem Jahr verfügbar

### Version von Dean Martin
| Periode   | Höchstplatzierung, GesamtwochenChartsChartplatzierungen (Periode, Platzierungen, Wochen) |
| Periode   | DE                                                                                       |
| --------- | ---------------------------------------------------------------------------------------- |
| 2022/23   | DE84 (1 Wo.)DE                                                                           |
| 2023/24   | DE79 (1 Wo.)DE                                                                           |
| 2024/25   | DE73 (1 Wo.)DE                                                                           |
| Insgesamt | DE73 (3 Wo.)DE                                                                           |

### Version von Kane Brown
| Periode   | Höchstplatzierung, GesamtwochenChartsChartplatzierungen (Periode, Platzierungen, Wochen) |
| Periode   | US                                                                                       |
| --------- | ---------------------------------------------------------------------------------------- |
| 2022/23   | US73 (4 Wo.)US                                                                           |
| Insgesamt | US73 (4 Wo.)US                                                                           |

## Auszeichnungen für Musikverkäufe
Version von Elvis Presley

| Land/Region                  | Auszeichnungen für Musikverkäufe (Land/Region, Auszeichnung, Verkäufe) | Verkäufe  |
| ---------------------------- | ---------------------------------------------------------------------- | --------- |
| Australien (ARIA)            | Gold                                                                   | 35.000    |
| Dänemark (IFPI)              | Gold                                                                   | 45.000    |
| Italien (FIMI)               | Gold                                                                   | 50.000    |
| Neuseeland (RMNZ)            | Gold                                                                   | 15.000    |
| Vereinigte Staaten (RIAA)    | Platin                                                                 | 1.000.000 |
| Vereinigtes Königreich (BPI) | Platin                                                                 | 600.000   |
| Insgesamt                    | 4× Gold · 2× Platin ·                                                  | 1.745.000 |

Hauptartikel: Elvis Presley/Auszeichnungen für Musikverkäufe

## Coverversionen
Blue Christmas wurde seit 1958 von verschiedenen Interpreten aufgenommen und veröffentlicht, darunter von:
- 1957: Elvis Presley
- 1979: Willie Nelson
- 1998: Celine Dion
- 2011: Michael Bublé
- 2013: Kelly Clarkson
- 2020: Andreas Gabalier
- 2022: Kane Brown